# Fingrowa Huta
Fingrowa Huta (dodatkowa nazwa w j. kaszub. Fingrowô Hëta; niem. Fingershütte, dawniej Finger, Fynier, Skorzewinko) – wieś w Polsce położona w województwie pomorskim, w powiecie kościerskim, w gminie Kościerzyna. Wieś jest częścią składową sołectwa Częstkowo.
W latach 1975–1998 miejscowość administracyjnie należała do województwa gdańskiego.
We wsi znajduje się kilka gospodarstw rolnych, liczy ona około 40 mieszkańców. Atrakcyjne położenie między lasami i nad północnowschodnim brzegiem jeziora Wieprznickiego doprowadziło do stopniowego przekształcenia się miejscowości w wieś letniskową.

## Historia
Pierwsze wzmianki na temat Fingrowej Huty znajdujemy w 1711 r. Wówczas wieś została nadana obszarnikowi o nazwisku Fingerin, miejscowość nosiła nazwę Skorzewino, od leżącej nieopodal dużej wsi Skorzewo. W roku 1772 wieś trafia pod administrację zaboru pruskiego.  
Na koniec 1892 r wieś miała 33 mieszkańców, 23 Kaszubów katolików i 10 Niemców ewangelików.
Od 1899 r. do I wojny światowej na terenie wsi nad jez. Wieprznica znajdowało się gospodarstwo Aleksandra i Franciszka Peplińskich, słynnych "kaszubskich Drzymałów", którzy nie mogąc z powodu represji administracji pruskiej wznieść na swojej działce normalnego domu, zamieszkali w skleconym przez siebie ruchomym wozie. 
Od końca I wojny światowej wieś znajduje się ponownie na obszarze Polski. W XIX w. wieś przyjęła miano Fingerowa Huta. Pozostało tak aż do lat 50. XX w., kiedy popierający władze centralne włodarze gminy zmienili nazwę na bardziej polską: Leśna Huta (mimo zmiany nazwy, Fingerowa Huta figurowała dalej jako nazwa w wydawnictwach kartograficznych – np. Pojezierze Kaszubskie wyd. 1978). W 2001 r. rozporządzeniem Sejmu o zmianie nazw miejscowych wieś przyjęła nazwę Fingrowa Huta. W latach 70. we wsi działała drużyna piłkarska.
Już w latach 60. i 70. XX w. Fingrowa Huta znana była jako miejsce wycieczek pieszych, obecnie coraz bardziej zyskuje na popularności, zwiększa się też liczba mieszkańców nie-rolników. 